# 真室川雄勝道路
真室川雄勝道路（まむろがわおがちどうろ）は、山形県から秋田県湯沢市上院内に至る延長約7.2キロメートル (km) の高速道路（国道13号の自動車専用道路）である。
高速道路ナンバリングによる路線番号は「E13」が割り振られている。
東北中央自動車道（国土開発幹線自動車道）に並行する一般国道の自動車専用道路として整備される。2017年度に事業化され、2019年度に着工、開通時期は未定。総事業費は247億円と見込まれている。

## 概要
- 起点 : 山形県最上郡真室川町及位（主寝坂道路終点）
- 終点 : 秋田県湯沢市上院内（院内道路起点）
- 全長 : 約7.2 km

## インターチェンジ
- IC番号欄の背景色が■である区間は既開通区間に存在する。
施設欄の背景色が■である区間は未開通区間または未供用施設に該当する。
未開通区間の名称は仮称である。

| 施設名         | 接続路線名 | 福島から (km) | 備考 | 所在地 | 所在地   |
| -------------- | ---------- | ------------- | ---- | ------ | -------- |
| E13 主寝坂道路 |            |               |      |        |          |
| 及位IC         | 国道13号   |               |      | 山形県 | 真室川町 |
| 上院内IC       | 国道13号   |               |      | 秋田県 | 湯沢市   |
| E13 院内道路   |            |               |      |        |          |

## 主なトンネルと橋梁
4本のトンネルと2本の橋梁が計画されている。

## 沿革
- 2013年（平成25年）11月 : 計画段階評価着手[5]。
- 2014年（平成26年）1月・6月 : 事業化に向け建設ルートについて、「全線自動車専用道路として新設」「県境部分を現道改良し残りを自動車専用道路として新設」の2案を提示し、沿線住民へのアンケートを実施。
- 2017年（平成29年）4月 : 全線自動車専用道路として新設するルートで事業着手。
- 2019年（令和元年）12月14日 : 着工。起工式が行われる[4]。
- 2024年（令和6年）7月25日：東北地方を中心とする記録的豪雨の影響で、湯沢市上院内の工事現場にて土砂崩れが発生[6]。作業員1人が行方不明になり[6]、8月15日に約45km下流の大仙市で遺体発見[7]。以降、再発防止策を策定するまで工事を中断する[8]。